# Museo Archivo Histórico Hugo H. Diez
El Museo ‘Hugo H. Diez’ es el único museo del Partido de Laprida, y es una institución comunitaria que funciona desde el año 1987, como principal estimulador de la participación en la educación no formal de la paleontología, arqueología, historia y arte. Se encuentra en la ciudad de Laprida, provincia de Buenos Aires, Argentina, en la calle Carlos Pellegrini 1134. 

## Historia de la Casona
La casa fue construida en 1907 por la familia Courréges. El Sr. José S. Courréges la diseña y edifica, y se la dedica a su amada esposa la Sra. Adriana Cuello de Courréges, incluso talla sus siglas en los vidrios de las puertas del hall de ingreso.
La casa es de estilo neo-clásico italiano y cuenta entre sus elementos valorables, sus cerramientos originales en su acceso, como también sus frescos de muy buen valor artístico.

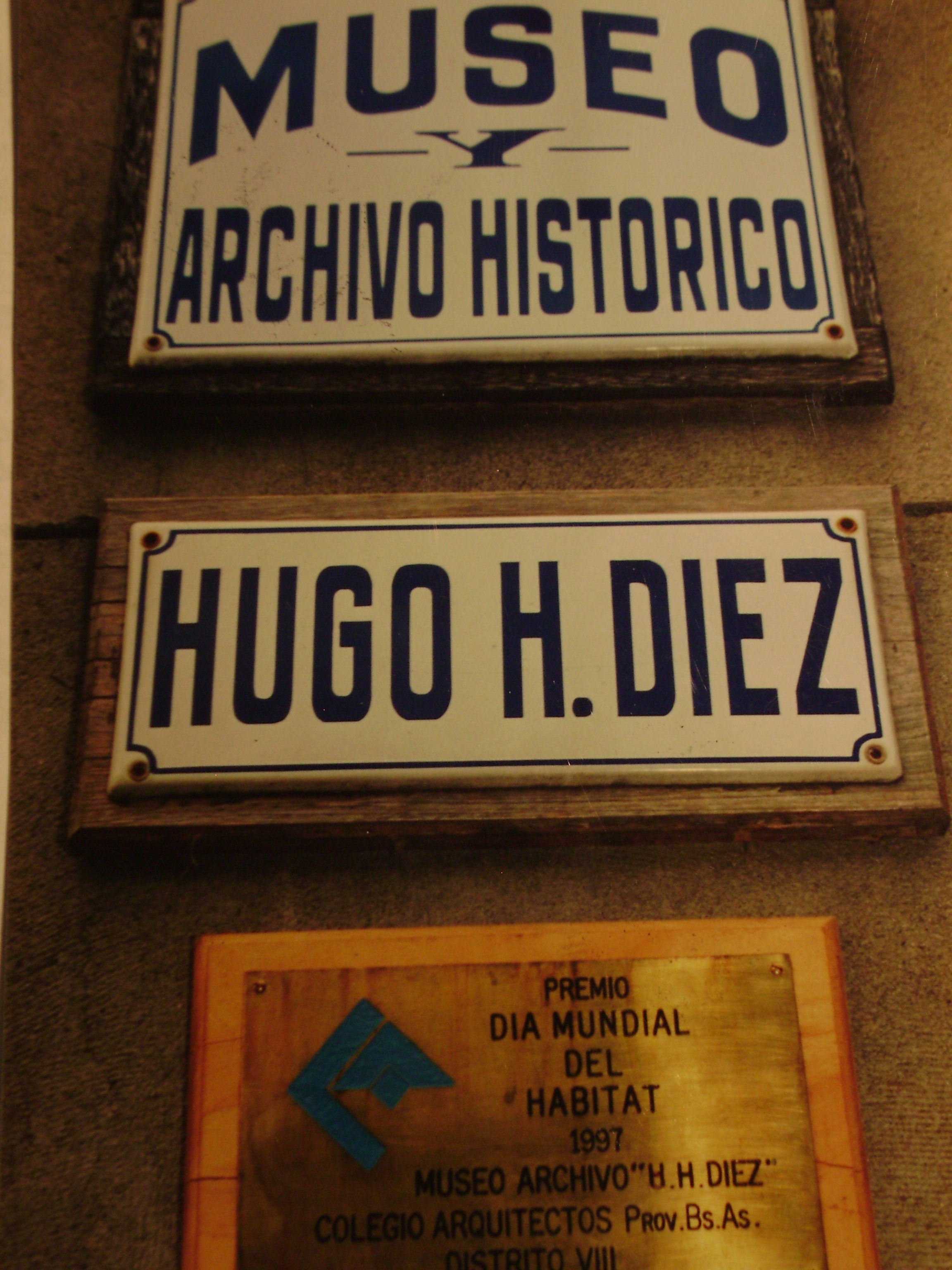

El edificio fue ternado y premiado a la mejor obra arquitectónica anterior a 1950, para el Día Mundial del Hábitat por el Colegio de Arquitectos de la Pcia de Buenos Aires, el 6 de octubre de 1997.
En la década de 1990, a través de la Ordenanza Municipal 855, se declaró el edificio Patrimonio Histórico de Partido de Laprida. 
Ya construida la casa, la familia Courréges decidió plantar una Araucaria Australiana cercana a la casa que suponían no crecería demasiado, pero la planta torció todo pronóstico y logró alcanzar aprox. 27 m de alto y 4 m de diámetro.  Lamentablemente las raíces se afianzaron debajo de la casa, y en el año 2012, luego de comprobar los daños estructurales que estaba ocasionando tuvo que ser reducida.
La familia Courregés vivió en la casa hasta el año 1936 en el que la adquirieron los hermanos Piorno, y la casa quedó apodada como ‘la casa de los Piorno’
En 1980 adquirió la casa Inés Dodero y su esposo José Ramón Santamarina, miembros de la familia Santamarina Dodero. 
En 1987, la familia cede en comodato el edificio para que se comenzara a formalizar lo que sería luego el ‘Museo y Archivo Histórico’

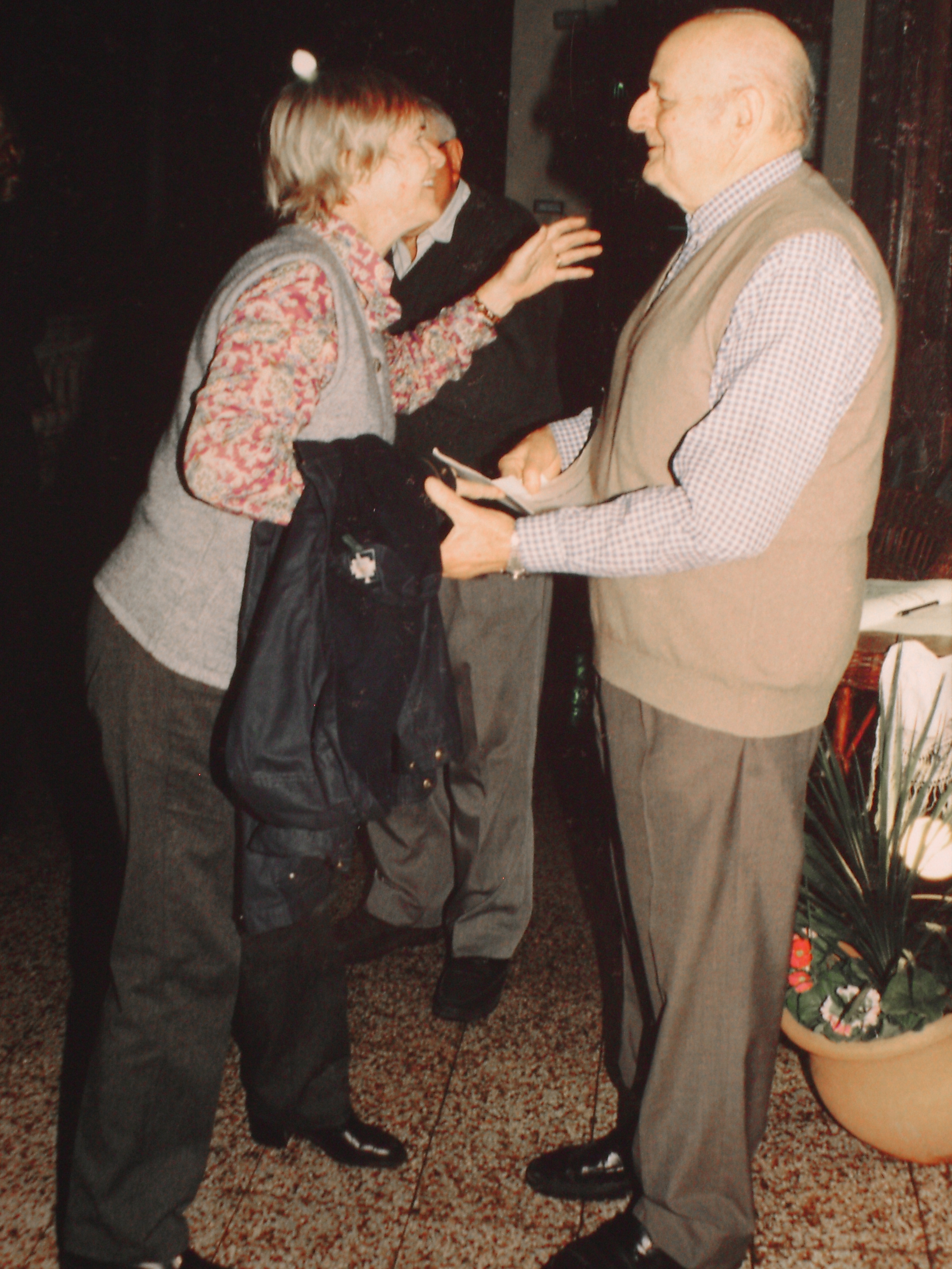

En 2006, la familia Santamarina Dodero, con el consentimiento de sus hijos, donan generosamente el edificio con la intención de brindar un espacio seguro y definitivo al patrimonio cultural de Laprida.

## El Museo como Institución Cultural
El ‘Museo y Archivo Histórico ‘Hugo H. Diez’, único museo del distrito de Laprida nace en septiembre de 19856 por iniciativa de un grupo de vecinos a quienes el Historiador lapridense, Hugo Homero Diez ofreció el gran caudal de sus archivos y colecciones particulares.

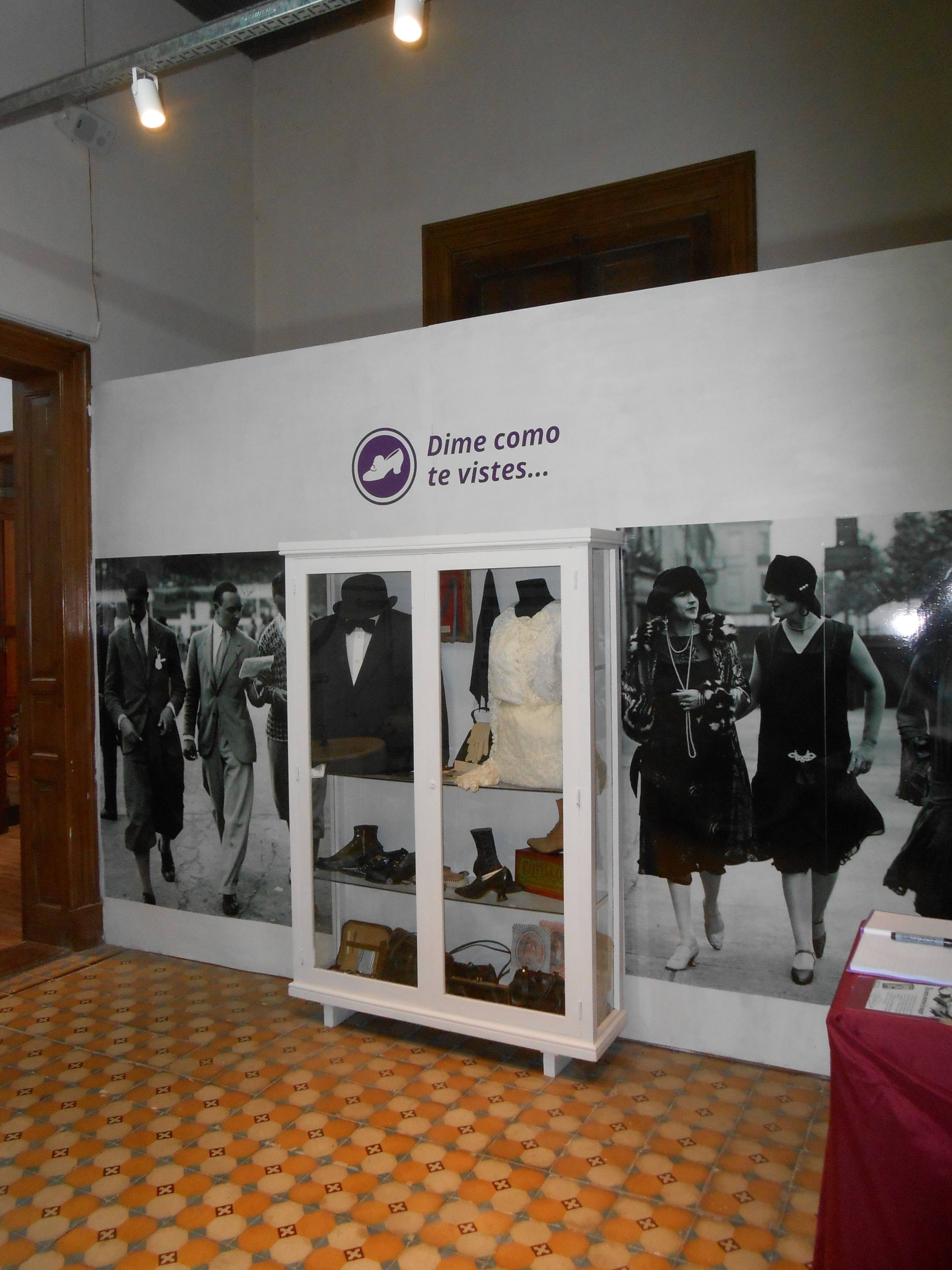

Surge así esta entidad la que luego de dos años de esfuerzo y trabajo para organizar las salas de exposiciones abre sus puertas, inaugurándose el 20 de septiembre de 1987, en la casa donada en 2006 por la familia Santamarina, quienes eran sus propietarios.

## El Patrimonio del Museo
En septiembre de 1985 el Sr. Hugo H. Diez hace su intención pública de donar su Museo y Archivo Histórico ‘La Opinión’, y gran parte de su colección personal de objetos culturales antiguos para formar lo que es ahora nuestro Museo.
Desde esa fecha el Museo se ha hecho de su patrimonio histórico principalmente por las donaciones de nuestros conciudadanos lapridenses, quienes se han acercado a la institución con ánimo de colaborar con la tarea de preservar nuestro legado.
El Museo posee más de 2500 piezas de valor cultural e histórico, entre ellas más de 1500 fotografías, rodados y máquinas antiguas (carros, carruajes y automotores) colecciones de artículos de uso rural, artículos de uso personal y de moda de diferentes épocas, entre otros.
El 9 de agosto de 2005, el Honorable Concejo Deliberante declara a la Hemeroteca ’La Opinión’(1915-1978) y ‘El Diario del Pueblo’(1927-1962), parte del ‘Patrimonio Cultural del Partido de Laprida’.

## Éxito en el cambio de gestión cultural
Desde sus inicios y por muchos años, el museo fue ordenado y cuidado en las exhibiciones y en el archivo, por un grupo de vecinos de la ciudad.  Carecía de guion museográfico y museológico, y se autosustentaba sólo con la cuota de socios del museo. Actualmente la situación es distinta, el museo cuenta con un pequeño subsidio mensual municipal y aún mejor, cuenta con la presencia y el asesoramiento de la referente cultural, la museóloga Pilar Martínez quién ha ayudado a replantear los objetivos del museo, la coherencia en la exhibición y la preservación, y restauración de los objetos culturales que posee el museo.
Frente a todos estos buenos cambios en la organización del museo y sus actividades,  la situación edilicia comenzó a complicarse. El edificio que fue construido en 1907 y hasta el día de hoy conserva sus mayólicas originales, aberturas, pisos, vidrios de las puertas de entrada e incluso algunas pinturas en las paredes de la galería. Pero donde se construyó el edificio, se había plantado en el año 1899 (con muy pocas probabilidades de que crezca en esta zona) una Araucaria bidwillii, una especie de árbol australiano que logró alcanzar aproximadamente 40 m de altura, 4 m de diámetro y cuyas raíces se introdujeron por debajo de la casa y desde el 2006 y en unos pocos años provocó muchísimos daños estructurales y estéticos al edificio.
Es por esto que en 2013, bajo la dirección de la museóloga de la institución se presentó un proyecto ‘Recuperación y Refacción de Espacios de Archivo y Exposición- Rescate al Patrimonio Histórico Local’  ante la convocatoria del Fondo Nacional de las Artes del Concurso Especial para la Recuperación de Espacios Culturales’ en el que se presentaron también otras 340 instituciones de todo el país y el cual fue elegido como proyecto ganador. Con este proyecto se logró refaccionar la antigua casona del Museo, declarada ‘Patrimonio Histórico de Laprida’ (en el año 1997, y donada por sus dueños a la Comisión del Museo desde el año 2006).
Luego de la concreción de este proyecto, las salas necesitaban un nuevo guionado museológico que incorporara un montaje más didáctico y que se adaptara a nuevas tecnologías para alcanzar nuevos públicos que buscan nuevas formas de disfrutar, comprender, e interactuar con el patrimonio. Es por esto que con un nuevo proyecto  'Rediseño e Innovación en el Nuevo Montaje Permanente del Museo y Archivo Histórico ‘Hugo H. Diez’  se presenta en el 2015 ante la convocatoria del Fondo de Desarrollo Cultural del Ministerio de Cultura de la Nación en el cual se presentaron 3200 proyectos de todo el país y fueron seleccionados sólo 200 entre los cuales se encontraba este proyecto.

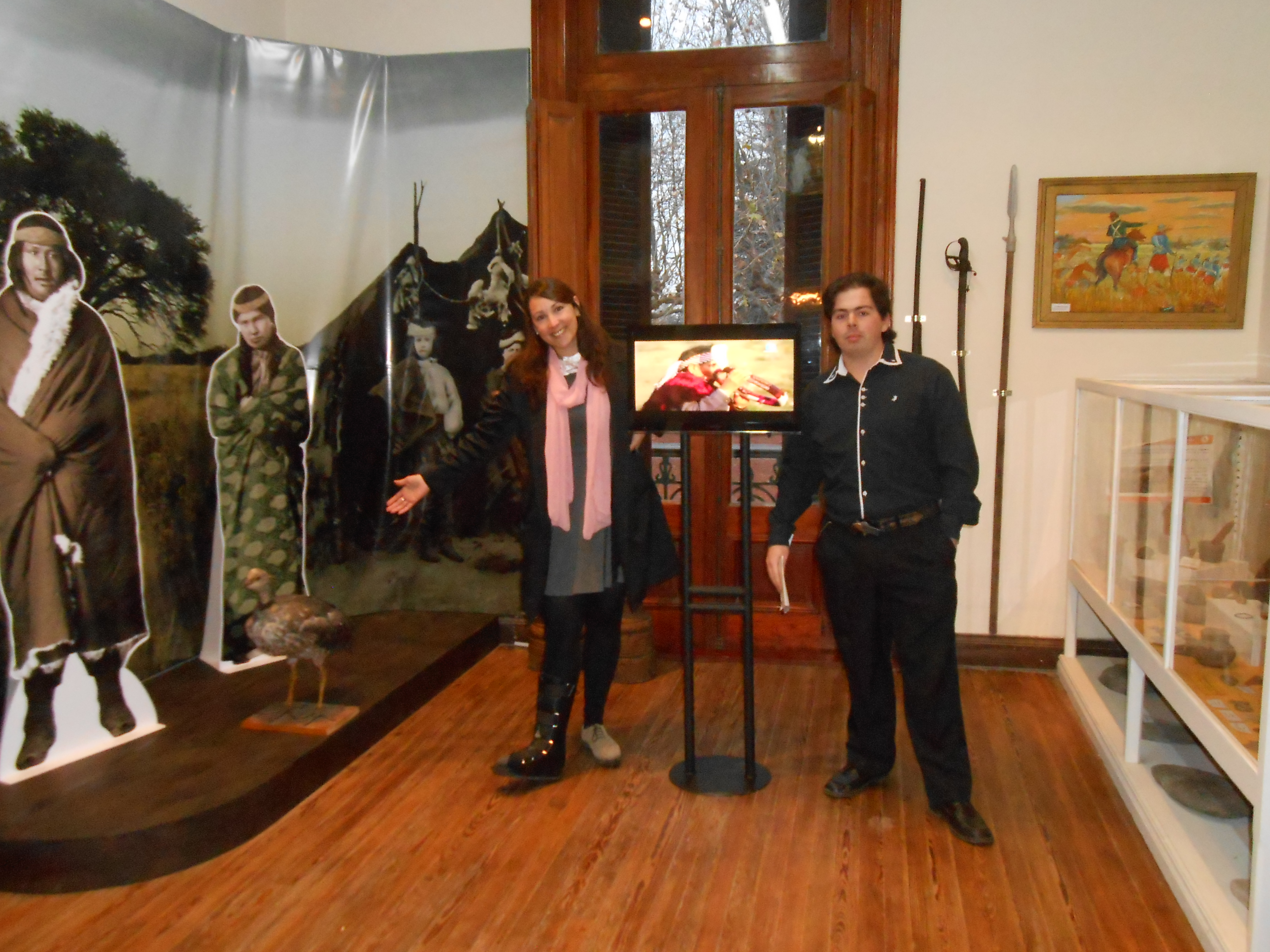

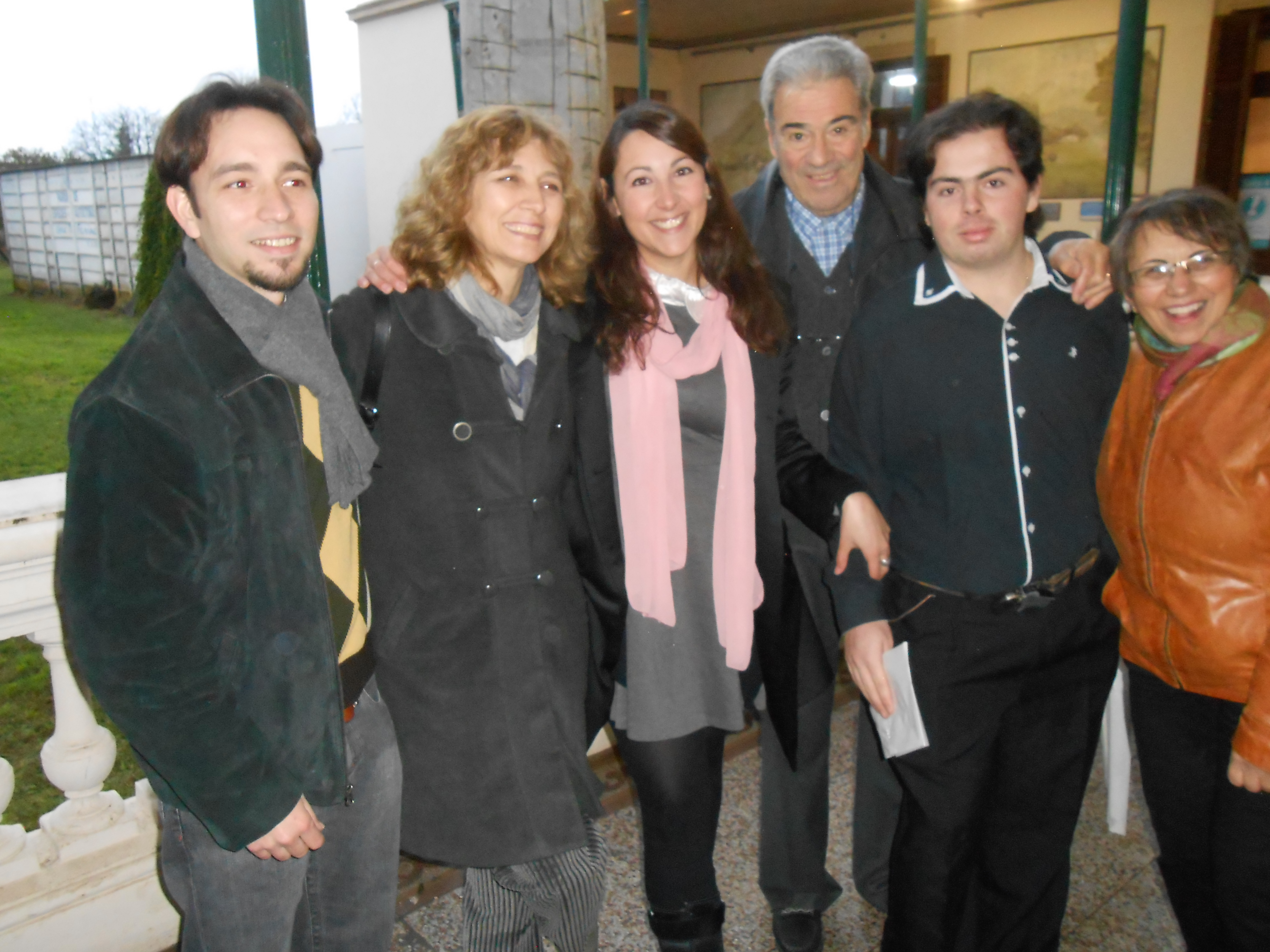

El Museo reabrió sus puertas totalmente renovado el 3 de julio de 2016 y es un caso de éxito en gestión comunitaria.

## Contacto
Museo y Archivo Histórico 'Hugo H Diez'
Carlos Pellegrini 1134- Laprida
Provincia de Buenos Aires
Facebook: https://www.facebook.com/MuseoHistoricoLaprida
Horarios: de lunes a viernes de 14 a 17. Sábados de 15 a 18, a las 17.00 se realiza la visita guiada.
Entrada general $10, menores de 10 años ingresan gratis sólo acompañados de un adulto.